# Heriberto Hermes

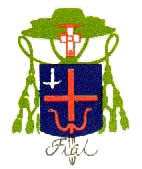
Wappen von Heriberto Hermes

Heriberto Hermes OSB (englisch Herbert John Hermes; * 25. Mai 1933 in Shallow Water, Scott County, Kansas, USA; † 3. Januar 2018 in Palmas, Bundesstaat Tocantins, Brasilien) war ein US-amerikanischer römisch-katholischer Ordensgeistlicher und Prälat von Cristalândia. 2002 wurde er mit dem nationalen Preis für Menschenrechte in Brasilien ausgezeichnet.

## Leben
Heriberto Hermes, Sohn von John Nicholas Hermes und Mary Ann Hilger Hermes, trat der Ordensgemeinschaft der Benediktiner bei, legte die Profess am 11. Juli 1954 ab und empfing am 26. Mai 1960 die Priesterweihe.
Hermes kam am 4. Oktober 1962 während des Zweiten Vatikanischen Konzils als Missionar und Seelsorger nach Brasilien. Er war langjährig in Mineiros im brasilianischen Bundesstaat Goiás tätig. Als Pfarrer der Heilig-Geist-Pfarrei in Mineiros wirkte er als Lehrer an öffentlichen Schulen und engagierte sich für die Bildung der Bevölkerung. Er war zudem Sekretär der Sozialwerke von Obras Sociais da Paróquia Divino Espírito Santo, die zahlreiche Projekte durchführte.
Papst Johannes Paul II. ernannte ihn am 20. Juni 1990 zum Prälaten der Territorialprälatur Cristalândia. Der Bischof von Ruy Barbosa, Mathias William Schmidt OSB, spendete ihm am 2. September desselben Jahres die Bischofsweihe; Mitkonsekratoren waren Ignatius Jerome Strecker, Erzbischof von Kansas City in Kansas, und Michael Francis McAuliffe, Bischof von Jefferson City. Als Wahlspruch wählte er FIAT.
Hermes engagierte sich insbesondere für die Sozialpastoral sowie die Verteidigung der Menschenrechte wegen der zahlreichen Menschenrechtsverletzungen, die zu dieser Zeit vor allem in der Zeit der Militär- und Zivildiktatur in Brasilien stattfanden. Er gründete 1994 das Zentrum für Menschenrechte in Cristalândia CDHC (port. Centro de Direitos Humanos de Cristalândia). Er wurde Mitglied der nationalen Menschenrechtsbewegung und unterstützte die Gründung mehrerer Menschenrechtszentren, dies zusammen unter anderem mit der Konrad-Adenauer-Stiftung. 2002 wurde er mit dem nationalen Preis für Menschenrechte ausgezeichnet.
Am 25. Februar 2009 nahm Papst Benedikt XVI. seinen altersbedingten Rücktritt an. Er lebte bis zu seinem Tode in der Gemeinschaft der Redemptoristen in Paraíso do Tocantins und arbeitete als Pfarreimitarbeiter.